# Prowincja Przylądkowa Wschodnia
Prowincja Przylądkowa Wschodnia (ang. Eastern Cape, afr. Oos-Kaap) – prowincja Południowej Afryki. Jej stolicą jest Bhisho.
Jednym z lepiej znanych miast w tamtych okolicach jest Grahamstown, ponieważ znajduje się tam jedna z najstarszych szkół w Południowej Afryce – St Andrews College.

## Podział administracyjny

Podział prowincji

Prowincja Przylądkowa Wschodnia dzieli się na 2 obszary metropolitalne oraz 6 dystryktów, które z kolei dzielą się na 37 gmin.
- Nelson Mandela Bay
- Buffalo City
- Sarah Baartman
  - Camdeboo
  - Blue Crane Route
  - Ikwezi
  - Makana
  - Ndlambe
  - Sunday’s River Valley
  - Baviaans
  - Kouga
  - Kou-Kamma
- Amatole
  - Mbhashe
  - Mnquma
  - Great Kei
  - Amahlathi
  - Ngqushwa
  - Nkonkobe
  - Nxuba
- Chris Hani
  - Inxuba Yethemba
  - Tsolwana
  - Inkwanca
  - Lukhanji
  - Intsika Yethu
  - Emalahleni
  - Engcobo
  - Sakhisizwe
- Joe Gqabi
  - Elundini
  - Senqu
  - Maletswai
  - Gariep
- O.R. Tambo
  - Ngquza Hill
  - Port St Johns
  - Nyandeni
  - Mhlontlo
  - King Sabata Dalindyebo
- Alfred Nzo
  - Umzimvubu
  - Matatiele
  - Mbizana
  - Ntabankulu